# Sail-sous-Couzan
Sail-sous-Couzan è un comune francese di 964 abitanti situato nel dipartimento della Loira della regione dell'Alvernia-Rodano-Alpi.

## Società

### Evoluzione demografica
Abitanti censiti